# UTC+10:00
UTC+10 est un fuseau horaire, en avance de 10 heures sur UTC.

## Zones concernées

### Toute l'année
UTC+10 est utilisé toute l'année dans les pays et territoires suivants :
- Antarctique : Terre Adélie ;
- Australie :  Queensland.

- États-Unis :
  -  Guam ;
  -  Îles Mariannes du Nord.

- États fédérés de Micronésie :
  - Chuuk ;
  - Yap.

- Papouasie-Nouvelle-Guinée (sauf  Bougainville).

- Russie (zone 9) :
  -  Oblast autonome juif ;
  -  Kraï de Khabarovsk ;
  -  Kraï du Primorié ;
  -  Sakha (partie centrale).

### Heure d'hiver (hémisphère nord)
Aucune zone n'utilise UTC+10 pendant l'heure d'hiver (dans l'hémisphère nord) et UTC+11 à l'heure d'été.

### Heure d'hiver (hémisphère sud)
Les zones suivantes utilisent UTC+10 pendant l'heure d'hiver (dans l'hémisphère sud) et UTC+11 à l'heure d'été :
- Antarctique : Base antarctique Casey.
- Australie :
  -  Nouvelle-Galles du Sud (sauf Broken Hill et île Lord Howe) ;
  -  Tasmanie ;
  -  Territoire de la capitale australienne ;
  -  Victoria.

### Heure d'été (hémisphère nord)
Aucune zone n'utilise UTC+10 pendant l'heure d'été (dans l'hémisphère nord) et UTC+9 à l'heure d'hiver.

### Heure d'été (hémisphère sud)
Aucune zone n'utilise UTC+10 pendant l'heure d'été (dans l'hémisphère sud) et UTC+9 à l'heure d'hiver.

### Résumé
Le tableau suivant résume la répartition du fuseau horaire sur les terres émergées :
| Utilisation                               | Superficie (km²) | Population (hab.) | Densité (hab./km²) | Pays/Territoires |
| ----------------------------------------- | ---------------- | ----------------- | ------------------ | ---------------- |
| UTC+10 toute l'année                      | +5 220 000,      | +13 600 000,      | +03,               | +6,              |
| UTC+10 en hiver, UTC+11 en été (hém. Sud) | +1 140 000,      | +13 650 000,      | +12,               | +1,              |
| Total                                     | +6 360 000,      | +27 200 000,      | +04,               | +7,              |

## Caractéristiques
UTC+10 est en avance de 10 heures sur UTC. Il correspond à peu près à l'heure solaire moyenne du 150e méridien est.

## Historique

### Russie
Le 27 mars 2011, toute la Russie abandonne l'heure d'hiver : au lieu de passer d'UTC+9 en hiver à UTC+10 en été, toute la zone actuellement concernée est fixée à UTC+10.